# Михаил Горчаков
Михаил Горчаков (8. фебруар 1793 – 30. мај 1861) је био руски генерал.

## Биографија
Горчаков је учествовао у Руско-турском рату 1828-9. године и у гушењу Пољског (Новембарског) устанка 1831. године. Учествовао је и у гушењу мађарске револуције. У Кримском рату био је командант корпуса, а од марта 1855. године главнокомандујући руских снага. Безуспешно је покушао да деблокира Севастопољ 8. августа. Како би олакшао положај опсађенима, Горчаков је 16. августа са 50.000 људи напао бок савезника. Међутим, савезничка војска одбила је руски напад. Због великих губитака, евакуисао је јужни део тврђаве.